# Afonsoeiro
Afonsoeiro é uma localidade portuguesa do Município de Montijo que foi sede da extinta Freguesia de Afonsoeiro, freguesia que tinha 4,36 km² de área e 7203 habitantes (2011), e, por isso, uma densidade populacional de 1 652,1 hab/km².
Freguesia de Afonsoeiro foi extinta (agregada) pela reorganização administrativa de 2012/2013, tendo o seu território sido agregado ao da Freguesia de Montijo para criar a União das Freguesias do Montijo e Afonsoeiro.

## População
| População da freguesia de Afonsoeiro | População da freguesia de Afonsoeiro | População da freguesia de Afonsoeiro | População da freguesia de Afonsoeiro | População da freguesia de Afonsoeiro | População da freguesia de Afonsoeiro | População da freguesia de Afonsoeiro | População da freguesia de Afonsoeiro | População da freguesia de Afonsoeiro | População da freguesia de Afonsoeiro | População da freguesia de Afonsoeiro | População da freguesia de Afonsoeiro | População da freguesia de Afonsoeiro | População da freguesia de Afonsoeiro | População da freguesia de Afonsoeiro |
| ------------------------------------ | ------------------------------------ | ------------------------------------ | ------------------------------------ | ------------------------------------ | ------------------------------------ | ------------------------------------ | ------------------------------------ | ------------------------------------ | ------------------------------------ | ------------------------------------ | ------------------------------------ | ------------------------------------ | ------------------------------------ | ------------------------------------ |
| 1864                                 | 1878                                 | 1890                                 | 1900                                 | 1911                                 | 1920                                 | 1930                                 | 1940                                 | 1950                                 | 1960                                 | 1970                                 | 1981                                 | 1991                                 | 2001                                 | 2011                                 |
|                                      |                                      |                                      |                                      |                                      |                                      |                                      |                                      |                                      |                                      |                                      |                                      | 4 142                                | 3 536                                | 7 203                                |

Criada pela Lei n.º 39/89,  de 24 de Agosto, com lugares desanexados da freguesia do Montijo
| Distribuição da População por Grupos Etários | Distribuição da População por Grupos Etários | Distribuição da População por Grupos Etários | Distribuição da População por Grupos Etários | Distribuição da População por Grupos Etários | Distribuição da População por Grupos Etários | Distribuição da População por Grupos Etários | Distribuição da População por Grupos Etários | Distribuição da População por Grupos Etários | Distribuição da População por Grupos Etários |
| -------------------------------------------- | -------------------------------------------- | -------------------------------------------- | -------------------------------------------- | -------------------------------------------- | -------------------------------------------- | -------------------------------------------- | -------------------------------------------- | -------------------------------------------- | -------------------------------------------- |
| Ano                                          | 0-14 Anos                                    | 15-24 Anos                                   | 25-64 Anos                                   | > 65 Anos                                    |                                              | 0-14 Anos                                    | 15-24 Anos                                   | 25-64 Anos                                   | > 65 Anos                                    |
| 2001                                         | 576                                          | 505                                          | 1 784                                        | 671                                          |                                              | 16,3%                                        | 14,3%                                        | 50,5%                                        | 19,0%                                        |
| 2011                                         | 1 385                                        | 652                                          | 4 371                                        | 795                                          |                                              | 19,2%                                        | 9,1%                                         | 60,7%                                        | 11,0%                                        |

Média do País no censo de 2001:  0/14 Anos-16,0%; 15/24 Anos-14,3%; 25/64 Anos-53,4%; 65 e mais Anos-16,4%
Média do País no censo de 2011:   0/14 Anos-14,9%; 15/24 Anos-10,9%; 25/64 Anos-55,2%; 65 e mais Anos-19,0%